# Ітапетінга (мікрорегіон)
Ітапетінга (порт. Microrregião de Itapetinga) — мікрорегіон в Бразилії, входить в штат Баїя. Складова частина мезорегіону Південно-центральна частина штату Баїя. Населення становить 229 372 чоловік (2005 рік). Займає площу 11 387,896 км². Густота населення — 20,1 чол./км².

## Склад мікрорегіону
До складу мікрорегіону включені наступні муніципалітети:
1. Енкрузільяда
2. Ітамбе
3. Ітапетінга
4. Ітарантін
5. Ітороро
6. Майкінікі
7. Потірагуа
8. Рібейран-ду-Ларгу

| Бразилія | Це незавершена стаття з географії Бразилії. Ви можете допомогти проєкту, виправивши або дописавши її. |